# Moon Ray
Moon Ray ou Raggio Di Luna (née Mandy Ligios le 15 avril 1954 à Forbach, en Moselle) est une artiste française d'Italo disco. Elle est la sœur du chanteur et producteur Kenzo David.

## Biographie
Au début des années 1980, elle fait la connaissance du compositeur italien Aldo Martinelli qui, en duo avec Simona Zanini, est à l'origine de diverses formations Italo disco telles que Doctor's Cat, Martinelli et Topo e Roby. Aldo Martinelli et Simona Zanini composent le single Comanchero, chanté par Simona Zanini et sorti sous le nom de scène Moon Ray en 1984, lequel connaît un grand succès dans les discothèques en Europe, atteignant notamment la troisième place des charts en Allemagne et la cinquième place du Top 50 en France.

## Discographie

### Singles
- 1984 : Comanchero
- 1985 : Viva
- 1986 : Tornado Shout